# Heinrich von Lausanne
Heinrich von Lausanne war im beginnenden 12. Jahrhundert ein als Häretiker geltender Wanderprediger, den die ältere Geschichtsschreibung und -forschung aufgrund einer Bemerkung Bernhards von Clairvaux mit Lausanne in Verbindung brachte.
Heinrich ist erstmals im Jahr 1116 als Prediger in der Diözese Le Mans bezeugt, wo er massive Unruhen verursachte. Sein Aufrufen zur Buße und zur Ächtung von sündhaft lebenden Priestern führte ebenso wie die Zwangsverheiratung von Prostituierten zum Entzug der Predigterlaubnis durch Bischof Hildebert von Lavardin und zu seiner Vertreibung. Neues Wirkungsfeld Heinrichs wurden Südfrankreich und die Provence, wo er 1135 vom Erzbischof von Arles inhaftiert wurde. Auf einem Konzil in Pisa schwor der Wanderprediger seinen häretischen Lehren ab und sollte ins Zisterzienserkloster Clairvaux eintreten. Indes, nach 1135 ist er als Prediger im Midi feststellbar, wo er – in teilweiser Übereinstimmung mit Petrus von Bruys – heterodoxe Ansichten über Kirchenamt, Priestertum und die frommen Werke der Gläubigen verbreitete. Heinrichs Thesen sind in einer Widerlegungsschrift Contra Henricum scismaticum et hereticum („Gegen den Schismatiker und Häretiker Heinrich“) überliefert, die wahrscheinlich von dem Arleser Erzbischof Guillaume Monge verfasst wurde. Trotz seiner Verurteilung in Pisa predigte Heinrich weiter und scheint besonders in der Region um Toulouse und Albi einigen Zulauf gehabt zu haben. 1145 versuchten es Kardinalbischof Alberich von Ostia und der berühmte Zisterzienserabt Bernhard von Clairvaux mit einer „Gegenmission“. Die mehrwöchige Predigtreise der Kirchenvertreter führte von Poitiers und Bordeaux, wo Heinrich zuvor ebenfalls aufgetreten sein soll, über Toulouse weiter bis nach Albi. Bernhard verfasste auch einen Brief an Graf Alfons Jordan von Toulouse, worin er Heinrich als gefährlichen Irrlehrer beschrieb, der vom Grafen bekämpft werden müsse. Erst nach dem Ende der Mission wurde Heinrich durch den Bischof von Toulouse gefangen genommen, über sein weiteres Schicksal ist nichts bekannt. Dass Heinrich auf dem Konzil zu Reims 1148 im Beisein Papst Eugens III. wegen Häresie verurteilt wurde und bald danach in der Kerkerhaft starb, beruht auf einer späteren Verwechslung Heinrichs mit dem vor allem in der Bretagne aktiven Wanderprediger Eon von Stella.
Heinrich kann auch als Gründer einer Sekte gelten, seine Anhänger waren die Henricianer.